# Sauvez le Père Noël !
Pour plus de détails, voir Fiche technique et Distribution.
Sauvez le Père Noël ! (The Santa Incident) est un téléfilm de Noël américain réalisé par Yelena Lanskaya et diffusé le 9 décembre 2010 sur Hallmark Channel.

## Synopsis
Alors qu'il ramène dans son traîneau des matériaux au pôle Nord pour fabriquer les jouets de Noël, le père Noël est abattu par un avion de chasse. Tombé sur Terre aux États-Unis, le père Noël est recueilli dans une famille qui l'aide à préparer Noël tout en échappant à la surveillance de deux agents du département de la Sécurité intérieure des États-Unis qui le prennent pour un extraterrestre avec un plan diabolique.

## Fiche technique
- Titre original : The Santa Incident
- Titre français : Sauvez le Père Noël !
- Réalisation : Yelena Lanskaya
- Scénario : Jeffrey Scott Simmons
- Direction artistique : Owen Power et Francis Taaffe
- Costumes : Tiziana Corvisieri
- Photographie : Chris O'Dell et Gary Shortall
- Montage : Yelena Lanskaya
- Musique : Ray Harman, Graham Murphy et Chris O'Brien
- Production : Mary Callery, Mark Grenside, Robert Halmi Jr., Alan Moloney, Susan Mullen
- Pays : États-Unis
- Format : Couleurs - 1,78:1
- Genre : film de Noël, comédie, enfants
- Durée : 88 minutes
- Date de première diffusion : 9 décembre 2010 sur Hallmark Channel

## Distribution
- Ione Skye : Joanna
- James Cosmo : Nick / Santa Claus
- Jonathan Kerrigan : Hank
- Sean McConaghy : Cunningham
- Michael McElhatton : Ross
- Ali Lyons : Sophia
- Scott Graham : Daniel
- Greg Germann : Erickson
- Jonathan White : Dr Kelly
- Dominique Monot : M. Renaud
- Fionn O'Shea : Hamley
- Jordan Brown : Parker
- Kevin Fletcher : Lionel